# Wołodymyr Katriuk
Wołodymyr Katriuk (ukr. Володимир Катрюк; ur. 1 października 1921 w Łużanach na Bukowinie, zm. w maju 2015) – ukraiński rzeźnik, obywatel Kanady; podczas II wojny światowej żołnierz Kurenia Bukowińskiego oraz policjant w batalionach policyjnych w służbie III Rzeszy, uczestnik francuskiego ruchu oporu i żołnierz Legii Cudzoziemskiej. W 2012 roku wpisany na listę najbardziej poszukiwanych zbrodniarzy nazistowskich Centrum Wiesenthala. Honorowy obywatel Czerniowiec.

## Życiorys
Wołodymyr Katriuk w 1941 roku wstąpił do Kurenia Bukowińskiego, z którym, po ataku III Rzeszy na ZSRR, pod koniec 1941 dotarł do Kijowa. Po rozwiązaniu kurenia ochotniczo wstąpił do 115. batalionu policyjnego, z którego wkrótce przeniesiono go do 118. batalionu policyjnego. Katriuk został dowódcą 1. plutonu 1. kompanii batalionu.
W listopadzie 1942 Katriuk wraz z całym batalionem został przeniesiony na Białoruś, gdzie służył do lipca 1944. Batalion w tym czasie brał udział w następujących niemieckich operacjach pacyfikacyjnych na tym terenie: Hornung, Draufgänger, Cottbus, Hermann i Wandsbeck. Brał również udział w pacyfikacji Chatynia, która w polityce historycznej ZSRR urosła później do rangi symbolu niemieckich zbrodni popełnionych podczas okupacji Białorusi. Według zeznań jednego z byłych policjantów ze 118. batalionu wyróżnił się wtedy szczególnym okrucieństwem, strzelając z ciężkiego karabinu maszynowego do ofiar, które uciekały z płonącej stodoły. Za swoją służbę otrzymał niemieckie odznaczenie wojenne.
W 1944 roku wraz z oddziałem został przeniesiony do Francji, gdzie zdezerterował i przyłączył się do francuskiego ruchu oporu; później wstąpił do Legii Cudzoziemskiej. W 1951 roku pod przybranym nazwiskiem Nicholas Schpirka wyemigrował do Kanady, zatajając swoją wojenną przeszłość. W 1957 roku starając się o kanadyjskie obywatelstwo powrócił do prawdziwego nazwiska.
W Montrealu pracował jako rzeźnik, po przejściu na emeryturę zajął się pszczelarstwem. Jest jednym z fundatorów pomnika Kurenia Bukowińskiego w Czerniowcach i honorowym obywatelem tego miasta.

## Procesy
Radzieckie organa ścigania zaczęły łączyć osobę Katriuka ze zbrodniami wojennymi podczas przygotowań do procesu innego policjanta 118. batalionu Hryhorija Wasiury. W latach 80. oficerowie KGB kilkakrotnie nachodzili rodzinę Katriuka mieszkającą w USRR, żądając informacji o nim. Sam Katriuk w Kanadzie był śledzony przez radziecki wywiad. Działania te zakończyły się złożeniem wniosku ekstradycyjnego przez radzieckie Ministerstwo Spraw Zagranicznych u władz kanadyjskich. Wniosek został odrzucony z wyjaśnieniem, że Katriuk nie mieszka pod wskazanym adresem.
W 1996 roku Minister Obywatelstwa i Imigracji poinformował Wołodymyra Katriuka o wszczęciu procedury odebrania mu kanadyjskiego obywatelstwa z powodu zatajenia przez niego kolaboracji z III Rzeszą we wniosku imigracyjnym.
W 1998 roku nazwisko Katriuka pojawiło się na liście „spraw bieżących” komisji Deschênes'a zajmującej się ściganiem zbrodniarzy wojennych.
Podczas procesu przed kanadyjskim sądem Katriuk zaprzeczył, że brał udział w jakichkolwiek antypartyzanckich akcjach. Oświadczenie to sąd uznał za niewiarygodne, w tym na podstawie zeznań świadka Chrenowa, który przypisał Katriuka jako „aktywnego uczestnika” do pacyfikacji Pleszczenic i Chmielewiczów. Sąd stwierdził jednak brak wystarczających dowodów na popełnianie osobiście przez Katriuka zbrodni wojennych. W wyroku z 29 stycznia 1999 sąd uznał, że Wołodymyr Katriuk wyłudził kanadyjską wizę i obywatelstwo zatajając służbę w niemieckiej policji.
Dopiero w 2007 roku kanadyjskie władze, bez żadnego uzasadnienia, wydały decyzję o pozostawieniu Wołodymyrowi Katriukowi kanadyjskiego obywatelstwa. Organizacja B’nai B’rith zapowiedziała odwołanie od tej decyzji.
Z odtajnionych w 2008 roku radzieckich dokumentów wynika, że Wołodymyr Katriuk został rozpoznany przez świadków jako osoba strzelająca do cywilów podczas zbrodni w Chatyniu. W 2012 roku po wpisaniu Katriuka przez Centrum Wiesenthala na listę najbardziej poszukiwanych zbrodniarzy nazistowskich kanadyjski Minister Obywatelstwa i Imigracji zapowiedział ponowne rozpatrzenie jego sprawy.